# Sam Little

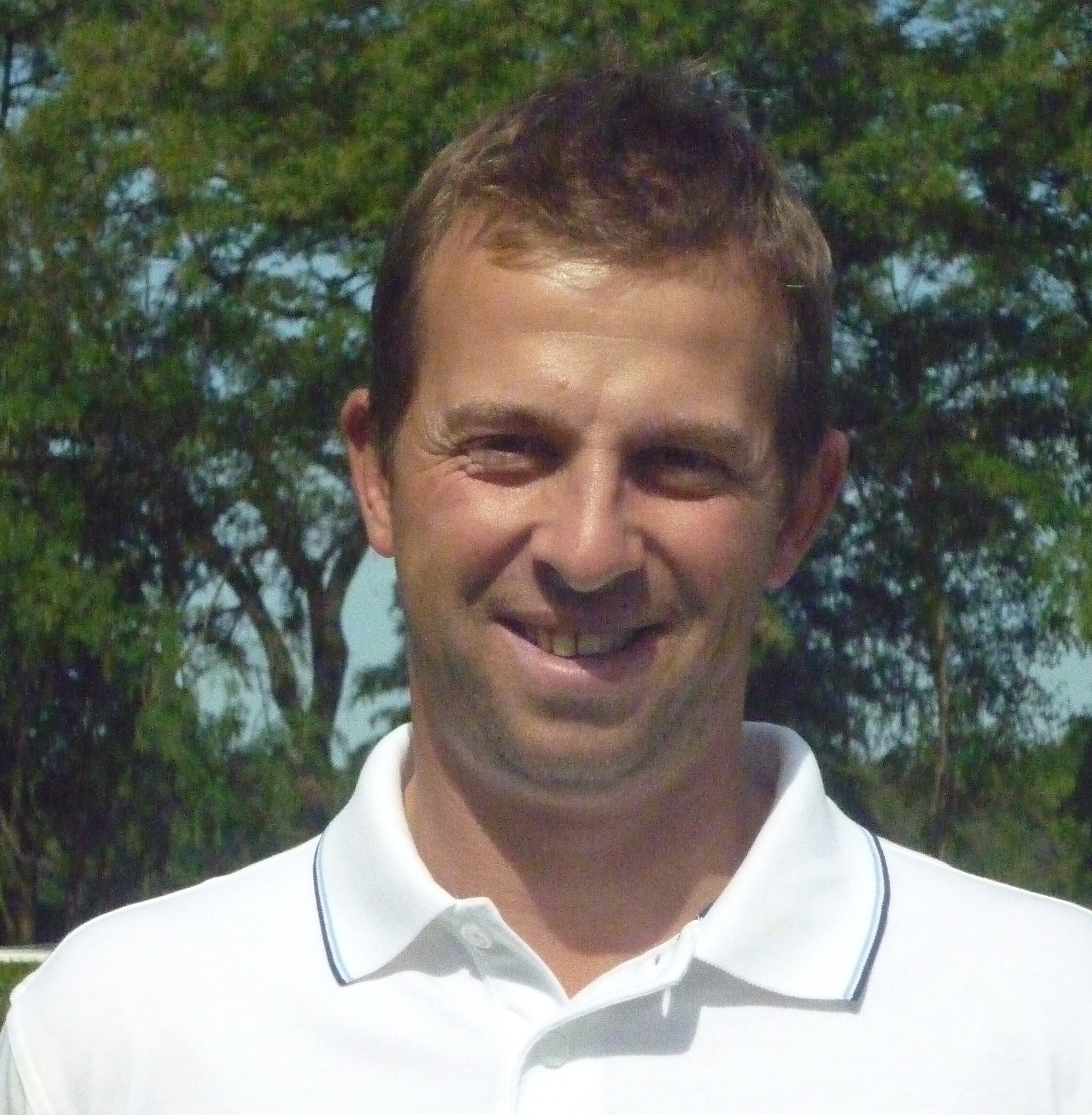
Telenet Trophy 2011

Sam Little (Londen, 31 augustus 1975) is een professionele golfer uit Engeland.

## Professional
Little werd in 1997 professional en had toen handicap +1.  In de eerste jaren had hij geen grote successen, en speelde hij vooral in Engeland. In 2001 won hij in Engeland de Formby Hall Challenge die ook meetelde voor de Challenge Tour. In 2004 won hij weer. 
In 2011 won hij twee toernooien achter elkaar en enkele weken later versloeg hij Pelle Edberg in de play-off van het Roma Golf Open en daardoor ook de Order of Merit.

### Gewonnen

#### Challenge Tour
- 2001: Formby Hall Challenge met een score van -12
- 2004: Texbond Open met een score van -16
- 2011: Russian Challenge Cup (-11), Open de Toulouse, Roma Golf Openpo (-11), Order of Merit.